# Организованная преступность в Боснии и Герцеговине
Боснийская мафия (или боснийская организованная преступность) — преступные группировки, действующих в Боснии и Герцеговине или состоящие из представителей основных этнических групп этой страны.

## Деятельность
Боснийские преступные кланы действуют в основном в Европе. Они занимаются самыми разными видами преступной деятельности, в том числе вымогательством (часто под прикрытием якобы охранных и страховых компаний). Доходы боснийской мафии от контрабанды (в том числе сигарет) составляют от 600 до 900 миллионов евро. Боснийскую мафию можно в целом разделить на четыре категории — группировки боснийцев, группировки боснийских сербов, группировки боснийских хорватов и многие местные организованные преступные группировки. Одним из самых известных преступлений боснийские гангстеры совершили в 2003 году, незаконно вывезя и продав 250 000 АК-47 производства Zastava M70 в Югославии Ираку.
Борьба с организованными преступными группировками является трудной задачей для федерального правительства Боснии и Герцеговины. Это государство состоит из двух в значительной степени независимых субъектов — Федерации Боснии и Герцеговины и Республики Сербской, каждая из которой имеет свою столицу, парламент, президента и полицию. Из-за плохого сотрудничества между правоохранительными органами в этих двух регионах преступники часто могут уклониться от судебного преследования, просто переходя из одного субъекта в другой. Группы мафии из соседних стран (в частности, из Сербии и Хорватии) часто проводят свои преступные операции в Сараево из-за его близости к Боснии и Герцеговине.
Тем не менее, были предприняты некоторые усилия для расширения сотрудничества между двумя регионами. В 2006 году Европейский Союз учредил Государственное агентство по расследованию и защите. SIPA — это боснийское федеральное полицейское агентство, имеющее полномочия в обоих регионах и находящееся под непосредственным руководством Министерства безопасности Боснии и Герцеговины (BIH MIS).

## Известные представители
- Исмет Байрамович (26 апреля 1966 года — 17 декабря 2008 года)
- Рамиз Делалич (15 февраля 1963 года — 27 июня 2007 года)
- Юсуф Празина (7 сентября 1962 года — 4 декабря 1993 года)
- Мушан Топалович (4 октября 1957 года — 26 октября 1993 года)
- Зияд Туркович